# Cassida veselyi
Cassida veselyi es un coleóptero de la familia Chrysomelidae.
Fue descrita científicamente en 1958 por Günther.